# Os marí afroaustralià
L'os marí afroaustralià (Arctocephalus pusillus) és un mamífer marí. Aquesta espècie d'otàrid es reprodueix a les costes de Sud-àfrica i Austràlia.

## Taxonomia
Aquesta espècie inclou dues subespècies diferents:
- Arctocephalus pusillus doriferus (Austràlia)
- Arctocephalus pusillus pusillus (Sud-àfrica)